# 威廉·斯丹哈默
卡尔·威廉·欧根·斯丹哈默（瑞典語：Carl Wilhelm Eugen Stenhammar；1871年2月7日—1927年11月20日)，瑞典作曲家，指挥家，钢琴家。早年在柏林学习，后长时间担任哥德堡管弦乐团指挥。斯丹哈默青年已成为著名的钢琴家，时常跟小提琴家索尔·奥林合作，游览。他是20世纪初最重要的瑞典作曲家之一，作品继承了瓦格纳的风格，规模宏大，结构严谨，并带有明显的北欧音乐色彩，继承西贝柳斯和尼尔森等等。

## 個人生活
威廉·斯丹哈默的父亲是建筑师佩尔·乌尔里克·斯丹哈默（Per Ulrik Stenhammar），也是建筑师恩斯特·斯丹哈默（Ernst Stenhammar）的兄弟。

## 外部連結
- 威廉·斯丹哈默的免费乐谱，由国际乐谱典藏计划提供
- 互联网档案馆中威廉·斯丹哈默的作品或与之相关的作品